# Хамбрина, Франсиско
Франсиско Хамбрина Кампос (исп. Francisco Jambrina Campos) (3 декабря 1902, Риоха, Испания — 21 января 1967, Мехико, Мексика) — испанский и мексиканский актёр, оператор-постановщик и режиссёр.

## Биография
Родился 3 декабря 1902 года в Риохе. В середине 1920-х годов переехал в Мехико и посвятил этому городу всю оставшуюся жизнь. В мексиканском кинематографе дебютировал в 1934 году и с тех пор принял участие в 90 работах в кино и телесериалах в качестве актёра, оператора-постановщика и режиссёра.
Скончался 21 января 1967 года в Мехико.

## Личная жизнь
Франсиско Хамбрина был женат дважды, однако от обоих браков у него не было детей.
- Первой супругой была Маргот Эрбейя. Брак кончился в связи со смертью первой супруги.
- Второй супругой была Консуэло Хименес Марискаль. Брак кончился в 1967 году в связи со смертью самого актёра, оператора-постановщика и режиссёра.

## Фильмография

### Актёр

#### Телесериалы
- 1958 — Запретная тропа
- 1959 —
  - Тайна
  - Там, где тревога
- 1960 — Грехи любви
- 1962 — Учитель Вальдес
- 1963 — Пабло и Елена
- 1964 —
  - Женщина-врач
  - Скорая помощь
- 1966 — Головокружение (+ оператор-постановщик)

#### Фильмы
- 1934 — Женщины без души — Мартин Гомес.
- 1936 — Прокляты будут женщины — Друг Алехандры.

### Оператор-постановщик

#### Телесериалы
- 1964 — Всегда ваша
- 1966 — Головокружение

### Режиссёр

#### Телесериалы
- 1962 —
  - Марсела
  - Сумрак (+ оператор-постановщик)
- 1963 — Звёздные обитатели
- 1966 — 
  - Герцогиня
  - Идол